# Mars Design Reference Mission

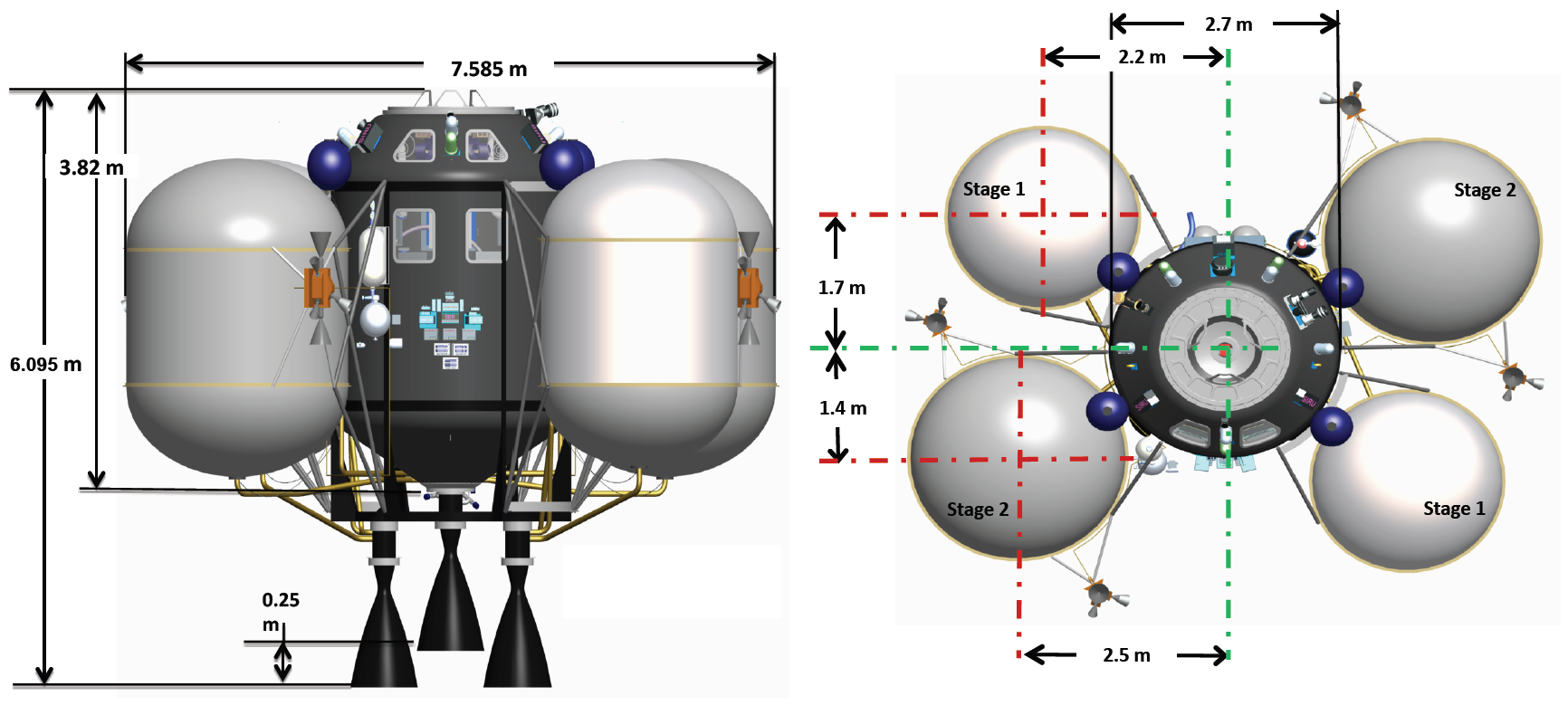
Vehículo acondicionado para llevar a seis personas a una base en Marte, según diseño (DRA5)

La Mars Design Reference Mission  ("DRM") hace referencia a una serie de estudios de diseño conceptual de la NASA para futuras misiones tripuladas a Marte. El término relacionado Design Reference Architecture (DRA) hace referencia a la serie completa de misiones e infraestructuras de apoyo necesarias.
Son estudios iniciales que resumen la tecnología actual y posibles enfoques para futuras misiones tripuladas a Marte, no se trata de programas de misiones reales. Según la NASA, estos documentos "representan una instantánea del trabajo de progreso y apoyo de la planificación para la exploración humana futura en la superficie planetaria". Las DRM son utilizadas para estudios de diferentes alternativas de tecnología, analizando el efecto de diferentes enfoques de la misión.